# 松永信夫
松永 信夫（まつなが のぶお、1921年12月16日 - 2007年9月25日）は静岡県志太郡出身のサッカー選手、サッカー指導者。現役時代のポジションはフルバック。「ベルリンの奇跡」の立役者だった松永行は実兄。日本軽金属などに所属し、日本代表として1954 FIFAワールドカップ・予選など、国際Aマッチ4試合に出場した。

## 略歴
静岡県立志太中学校（現静岡県立藤枝東高等学校）、東京文理科大学（現：筑波大学）卒業。第二次世界大戦中の1943年に陸軍に徴兵されフィリピン・ミンダナオ島に配属された経験を持つ。
戦後、志太クラブや後藤缶詰でプレーを続け、インドで1951年アジア競技大会が開催された際、日本代表に選出されたが、前述の陸軍の経験もあってビザの発給が許可されなかったという。
1952年に日本軽金属へ入社。日本軽金属を強豪クラブへと発展させた。また日本代表でも1953年から1956年まで主将を務め、メルボルンオリンピック予選突破に貢献するが、本大会は怪我の影響により不参加となった。
1957年に36歳の時に志太クラブの選手兼任監督として国民体育大会優勝に貢献。この時期に現役を退き、所属する日本軽金属の監督に就任。1971年には日本サッカーリーグ2部昇格に導いた。また清水市サッカー連盟理事長、静岡県協会常任理事、同副理事等を長きに渡って務め、今日の発展の礎を築いた。
2007年9月25日、静岡県藤枝市で悪性リンパ腫により死去した。 

## 所属クラブ
- 静岡県立志太中学校（現静岡県立藤枝東高等学校）
- 東京文理科大学
- 後藤缶詰
- 日本軽金属
- 志太クラブ

## 代表歴

### 出場大会
- 1954 FIFAワールドカップ・予選
- アジア競技大会 (1954)

### 試合数
- 国際Aマッチ 4試合 0得点(1954-1955)[1]

| 日本代表 | 国際Aマッチ | 国際Aマッチ | その他 | その他 | 期間通算 | 期間通算 |
| 年       | 出場        | 得点        | 出場   | 得点   | 出場     | 得点     |
| -------- | ----------- | ----------- | ------ | ------ | -------- | -------- |
| 1942     | 0           | 0           | 1      | 0      | 1        | 0        |
| 1943     | 0           | 0           | 0      | 0      | 0        | 0        |
| 1944     | 0           | 0           | 0      | 0      | 0        | 0        |
| 1945     | 0           | 0           | 0      | 0      | 0        | 0        |
| 1946     | 0           | 0           | 0      | 0      | 0        | 0        |
| 1947     | 0           | 0           | 0      | 0      | 0        | 0        |
| 1948     | 0           | 0           | 0      | 0      | 0        | 0        |
| 1949     | 0           | 0           | 0      | 0      | 0        | 0        |
| 1950     | 0           | 0           | 0      | 0      | 0        | 0        |
| 1951     | 0           | 0           | 4      | 0      | 4        | 0        |
| 1952     | 0           | 0           | 1      | 0      | 1        | 0        |
| 1953     | 0           | 0           | 2      | 0      | 2        | 0        |
| 1954     | 3           | 0           | 0      | 0      | 3        | 0        |
| 1955     | 1           | 0           | 0      | 0      | 1        | 0        |
| 通算     | 4           | 0           | 8      | 0      | 12       | 0        |

### 出場
| No. | 開催日         | 開催都市 | スタジアム         | 対戦相手     | 結果 | 監督     | 大会               |
| --- | -------------- | -------- | ------------------ | ------------ | ---- | -------- | ------------------ |
| 1.  | 1954年03月14日 | 東京都   | 明治神宮外苑競技場 | 韓国         | △2-2 | 竹腰重丸 | ワールドカップ予選 |
| 2.  | 1954年05月01日 | マニラ   |                    | インドネシア | ●3-5 | 竹腰重丸 | アジア大会         |
| 3.  | 1954年05月03日 | マニラ   |                    | インド       | ●2-3 | 竹腰重丸 | アジア大会         |
| 4.  | 1955年10月09日 | 東京都   | 後楽園競輪場       | ビルマ       | △0-0 | 竹腰重丸 | 国際親善試合       |

## 指導歴
- 志太クラブ
- 日本軽金属